# Tobiasobara naniformis
Tobiasobara naniformis är en stekelart som beskrevs av Fischer 2004. Tobiasobara naniformis ingår i släktet Tobiasobara och familjen bracksteklar. Inga underarter finns listade i Catalogue of Life.